# Jike Junyi
Wang Junyi (en chino 王隽逸) .
(Condado Ganluo, Prefectura autónoma Yi de Liangshan, provincia de Sichuan, 13 de mayo de 1988), conocida simplemente como Jike Junyi  (en chino 吉克隽逸), o su nombre occidental Summer, es una cantante de pop y actriz de la etnia Yi en China continental.
Tuvo reconocimiento por participar en 2012 en la primera temporada de la competencia "La Voz de China" en Zhejiang Satellite TV. En 2013 actuó en su primera película, Outcast, interpretando el papel de Mei.

## Biografía
En 2008, se graduó en el Departamento de Diseño Publicitario del Colegio de Traducción del Sur de Chongqing del Instituto de Lenguas Extranjeras de Sichuan.
Participó en la primera temporada de la competencia "La Voz de China 2012" en Zhejiang Satellite TV, y finalmente ganó el campeonato grupal de Liu Huan y el tercer lugar en las finales nacionales, ingresando así oficialmente a la industria del entretenimiento; en el mismo año, firmó con Tianhao Shengshi y Universal Music para lanzar el primer sencillo en solitario titulado "Negro multicolor" (彩色的黑), el cual se volvió un éxito.
En 2013, actuó en su primera película Outcast, interpretando el papel de Mei, y en el mismo año ganó el premio al Mejor Artista Nuevo en el "11th Huading Award Music Festival".
En 2014, lanzó su primer álbum de música personal titulado "Jike Junyi", y ganó el premio Music New Power Award en el "14th Annual Music Chart".
En 2015, ganó el premio anual al cantante más innovador en el "Cool Music Asia Festival" y el premio anual a la mejor cantante femenina en la "Ceremonia de tributo a la música original de China"; en el mismo año además, participó en el programa de competencia de intercambio internacional de Dragon TV.
En la competencia "China Star", finalmente ganó los seis primeros en la final.
Actuó también en la película "Zhong Kui: Snow Girl and the Dark Crystal" como Wei Yi.
En 2016, lanzó su segundo álbum de música personal "Intrépido" y actuó en la película Nezha interpretando a Ying Zhu.
En 2017, participó en la Gala del Festival de Primavera de CCTV por segunda vez y cantó la canción "Profunda amistad" en la sucursal de Liangshan.
En 2020, vuelve a cantar la canción popular en dialecto Yi conocida como "No temas" (不要怕) para revivir en el programa "Singer · El año de los Hits" vestida con traje tradicional de su etnia en Mango TV Music Channel.
En julio de 2021, se unió a "La Voz de China 2021" como mentor y entrenador asistente del equipo de Li Ronghao.

## Discografía
- Innovation is fashion (2014)
- Zhengqi (2014)
- Go! Happiness! (2015)
- My Cat (2016)
- The Magical Journey (2017)
- Chenshi (2017)
- New Age (2017)
- Kongkong shan hai (2017, canción para publicidad)
- ROBOTIC LOVE (2017)
- Jade Sword OST (2018)
- I'm your fan (2018)
- Huayuan (2018)
- Screen (2018)
- Pool (2018)
- Tianya (2019, canción de cierre de la serie de televisión china ChongEr's Preach)
- Influence (2019, )
- After party (2019)
- Wuxing hongqi (2019)
- Born To Rebel (2019)
- The Celebration (2019)
- My Love (2020, versión en mandarín de la canción de apertura de la serie de televisión surcoreana El rey: Eterno monarca)[8]